# Tân Bình, Vĩnh Cửu
Tân Bình là một xã thuộc huyện Vĩnh Cửu, tỉnh Đồng Nai, Việt Nam.

## Địa lý
Xã Tân Bình có vị trí địa lý:
- Phía đông giáp xã Bình Lợi và xã Thạnh Phú
- Phía tây và phía bắc giáp tỉnh Bình Dương
- Phía nam giáp thành phố Biên Hòa.

Xã Tân Bình có diện tích 17,80 km², dân số năm 2022 là 21.483 người, mật độ dân số đạt 1.206 người/km².

## Hành chính
Xã Tân Bình được chia thành 7 ấp: Bình Lục, Bình Phước, Bình Thạch, Bình Ý, Thới Sơn, Tân Triều, Vĩnh Hiệp.

## Lịch sử
Ngày 28 tháng 9 năm 2024, Ủy ban Thường vụ Quốc hội ban hành Nghị quyết số 1194/NQ-UBTVQH15 về việc sắp xếp đơn vị hành chính cấp xã của tỉnh Đồng Nai giai đoạn 2023 – 2025 (nghị quyết có hiệu lực từ ngày 1 tháng 11 năm 2024). Theo đó, sáp nhập toàn bộ 6,72 km² diện tích tự nhiên và quy mô dân số là 6.902 người của xã Bình Hòa vào xã Tân Bình.
Xã Tân Bình có 17,80 km² diện tích tự nhiên và quy mô dân số là 21.483 người.